# Srednji Dubovec
Srednji Dubovec falu Horvátországban Kapronca-Kőrös megyében. Közigazgatásilag Kőröshöz tartozik.

## Fekvése
Köröstől 7 km-re nyugatra fekszik.

## Története
A településnek 1900-ig "Oslavec" volt a neve.
1857-ben 191, 1910-ben 250 lakosa volt. Trianonig Belovár-Kőrös vármegye Körösi járásához tartozott. 2001-ben 110 lakosa volt.

## Külső hivatkozások
Körös város hivatalos oldala